# 十三勢行功要解
十三勢行功要解（じゅうさんせいぎょうこうようかい）は、中国武術の伝統拳としての武式太極拳の武禹襄の作と伝わる理論書のひとつ。武禹襄から李経綸（武禹襄の姉妹の子）に伝わる。
十三勢行功要解　　　武禹襄
　以心行氣、務沉着、乃能収斂入骨、所謂「命意源頭在腰隙」也。
　意氣須換得靈、乃有圓活之趣、所謂「變轉虚實須留意」也。
　立身中正安舒、支撑八面、行氣如九曲珠、無微不到、所謂「氣遍身軀不稍滯」也。
　發勁須沉着鬆静、専注一方、所謂「静中觸動動猶静」也。
　往復須有摺畳、進退須有轉換、所謂「因敵變化示神奇」也。
　曲中求直、蓄而後發、所謂「勢勢存心揆用意、刻刻留心在腰間」也。
　精神能提得起、則無遲重之虜、所謂「腹内鬆静氣騰然」也。
　虚領頂勁、氣沉丹田、不偏不倚、所謂「尾閭正中神貫頂、滿身輕利頂頭懸」也。
　以氣運身、務順遂、乃能便利從心、所謂「屈伸開合聽自由」也。
　心為令、氣為旗、神為主師、腰為驅使、所謂「意氣君來骨肉臣」也。